# Knattspyrnufélagið Fram
 Der er for få eller ingen kildehenvisninger i denne artikel, hvilket er et problem. Du kan hjælpe ved at angive troværdige kilder til de påstande, som fremføres i artiklen.

Knattspyrnufélagið Fram (dansk: Fram Fodboldklub) er en islandsk sportsklub, der er bedst kendt for sine fodbold- og håndboldhold. Den blev grundlagt den 1. maj 1908 i Reykjavík. Den har sin base på Safamýri, i Háaleiti og Bústaðir-distriktet i nærheden af Reykjavíks centrum.
Fodboldholdet spiller for øjeblikket i anden division, 1. deild karla, efter at være rykket ned i 2014-sæsonen.
Klubben har også stærke håndboldhold; herreholdet vandt det islandske mesterskab i 2013.
Klubben tilbyder også andre sportsgrene, der omfatter basketball, taekwondo og skiløb.